# U.S. National Championships 1956
Gli U.S. National Championships 1956 (conosciuti oggi come US Open) sono stati la 76ª edizione degli U.S. National Championships e quarta prova stagionale dello Slam per il 1956. I tornei di singolare e doppio misto si sono disputati al West Side Tennis Club nel quartiere di Forest Hills di New York, quelli di doppio maschile e femminile al Longwood Cricket Club di Chestnut Hill, negli Stati Uniti.
Il singolare maschile è stato vinto dall'australiano Ken Rosewall, che si è imposto sul connazionale Lew Hoad in quattro set col punteggio di 4–6, 6–2, 6–3, 6–3. Il singolare femminile è stato vinto dalla statunitense Shirley Fry Irvin, che ha battuto in finale la connazionale Althea Gibson. Nel doppio maschile si sono imposti Lew Hoad e Ken Rosewall. Nel doppio femminile hanno trionfato Louise Brough e Margaret Osborne duPont. Nel doppio misto la vittoria è andata a Margaret Osborne duPont, in coppia con Ken Rosewall.

## Seniors

### Singolare maschile
Ken Rosewall ha battuto in finale  Lew Hoad con il punteggio di 4–6, 6–2, 6–3, 6–3.

### Singolare femminile
Shirley Fry Irvin ha battuto in finale  Althea Gibson con il punteggio di 6–3, 6–4.

### Doppio maschile
Lew Hoad /  Ken Rosewall hanno battuto in finale  Hamilton Richardson /  Vic Seixas con il punteggio di 6–2, 6–2, 3–6, 6–4.

### Doppio femminile
Louise Brough /  Margaret Osborne duPont hanno battuto in finale  Shirley Fry /  Betty Pratt con il punteggio di 6–3, 6–0.

### Doppio misto
Margaret Osborne duPont /  Ken Rosewall hanno battuto in finale  Darlene Hard /  Lew Hoad con il punteggio di 9–7, 6–1.